# Jean-Nicolas Pache
Jean-Nicolas Pache (5. května 1746 Paříž – 18. listopadu 1823 Thin-le-Moutier v departementu Ardennes) byl francouzský politik během Francouzské revoluce. V letech 1792–1793 byl ministrem války a poté zastával úřad pařížského starosty.

## Životopis
Narodil se v rodině švýcarského učitele, který se stal prvním sekretářem ministerstva námořnictví a královským úředníkem. Rodina se posléze přestěhovala do Švýcarska. Jean-Nicolas Pache se v roce 1789 vrátil zpátky do Paříže, kde pracoval v kabinetu ministra vnitra a v říjnu 1792 byl jmenován ministrem války. Na ministerstvu vyměnil umírněné girondisty za radikální jakobíny. Girondističtí poslanci v Konventu dosáhli 4. února 1793 Pachovo odvolání z funkce. O několik dní později Pache vyhrál volby jako starosta Paříže. Nechal vyzdobit všechny veřejné budovy heslem „Liberté, Égalité, Fraternité“ a 15. dubna vedl delegaci pařížské sekce, která vyloučila 22 girondistů z řad Konventu.
Na jaře 1794 se dostal do střetu mezi stoupenci Héberta a Robespierra a byl proto 10. května sesazen z úřadu starosty a zatčen. Po svém propuštění při všeobecné amnestii 26. října 1795 Pache pracoval jako pověřenec Direktoria pro veřejné nemocnice.
Podporoval převrat 18. fructidoru (4. září 1797), na konci roku 1799 opustil Paříž a přestěhoval se na svůj statek v Thin-le-Moutier v departementu Ardennes, kde pěstoval květiny a do konce života se stranil politiky. Jeho socha je jednou ze 146 soch umístěných na fasádě budovy Hôtel de ville de Paris.
| Starosta Paříže             | Starosta Paříže                | Starosta Paříže                         |
| --------------------------- | ------------------------------ | --------------------------------------- |
| Předchůdce: Nicolas Chambon | 1793 – 1794 Jean-Nicolas Pache | Nástupce: Jean-Baptiste Fleuriot-Lescot |